# 史蒂芬·艾比亞

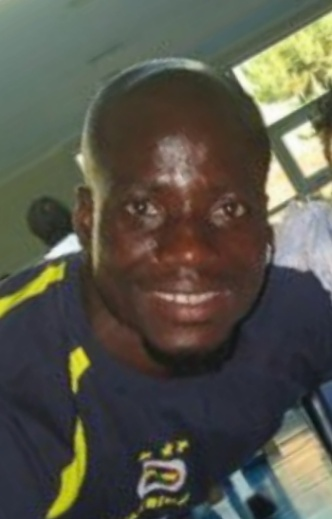
Stephen Appiah

史蒂芬·艾比亞（// API-ah，1980年12月24日—）是加纳前足球运动员，司職中场。艾比亞是加纳国家隊前成員，也是加纳国家隊2006年第一次參加世界杯決賽週時的隊長和2010年世界杯加纳国家隊的二十三名球員之一。

## 外部連結
- 官方网站 (英文)[永久]